# 博克斯霍爾姆 (愛荷華州)
博克斯霍爾姆（英語：Boxholm）是一個位於美國愛荷華州布恩縣的城市。

## 地理
博克斯霍爾姆的座標為42°10′30″N 94°06′20″W / 42.17500°N 94.10556°W，而該地的平均海拔高度為349米（即1145英尺）。

## 人口
根據2010年美國人口普查的數據，博克斯霍爾姆的面積為2.64平方千米，均為陸地。當地共有人口195人，而人口密度為每平方千米73人。